# 哈克瓦塔山
13°55′46″S 70°44′44″W / 13.92944°S 70.74556°W
哈克瓦塔山（Jaquehuata），是秘魯的山峰，位於該國東南部普諾大區，由卡拉瓦亞省的科拉尼區負責管轄，屬於韋爾卡努塔山脈的一部分，海拔高度約4,800米。